# Miquel Brines Ferrer
Miquel Brines Ferrer (Simat de Valldigna), más conocido como Coeter I, es un pelotari valenciano, en la modalidad de raspall. Es hermano del también campeón, Paco Luis, Coeter II.

## Palmarés
- Campeón del Individual de Raspall: 1989, disputado en el trinquete "El Zurdo", de Gandía.
  - Subcampeón individual: 1990, disputado frente a Pasqual II en el Trinquet El Zurdo de Gandía.
- Campeón por equipos de raspall: 1990, junto con Leandro I.

- Datos: Q6871605